# Copa Amèrica de futbol de 1997
La Copa Amèrica de futbol de 1997 va ser la 38a edició de la Copa Amèrica de futbol. Es disputà al Bolívia entre l'11 i el 29 juny de 1997, organitzat per la CONMEBOL.
En aquesta edició Costa Rica i Mèxic van ser els equips convidats per augmentar el nombre d'equips a 12. El campionat va ser guanyat pel Brasil. Luis Arturo Hernández Carreón fou el màxim golejador, mentre que Ronaldo Luis Nazário de Lima fou escollit el millor jugador del torneig.

## Equips participants
- Argentina
- Bolívia (seu)
- Brasil
- Colòmbia
- Costa Rica (convidat)
- Equador
- Mèxic (convidat)
- Paraguai
- Perú
- Uruguai (vigent campió)
- Veneçuela
- Xile

## Estadis
| La Paz                | Santa Cruz                           | Cochabamba                           |
| --------------------- | ------------------------------------ | ------------------------------------ |
| Estadi Hernando Siles | Estadi Ramón Tahuichi Aguilera       | Estadi Félix Capriles                |
| Capacitat: 51.000     | Capacitat: 42.000                    | Capacitat: 36.000                    |
|                       |                                      |                                      |
| Sucre                 | CochabambaOruroLa PazSanta CruzSucre | CochabambaOruroLa PazSanta CruzSucre |
| Estadi Olímpic Patria | CochabambaOruroLa PazSanta CruzSucre | CochabambaOruroLa PazSanta CruzSucre |
| Capacitat: 29.000     | CochabambaOruroLa PazSanta CruzSucre | CochabambaOruroLa PazSanta CruzSucre |
|                       | CochabambaOruroLa PazSanta CruzSucre | CochabambaOruroLa PazSanta CruzSucre |
| Oruro                 | CochabambaOruroLa PazSanta CruzSucre | CochabambaOruroLa PazSanta CruzSucre |
| Estadi Jesús Bermúdez | CochabambaOruroLa PazSanta CruzSucre | CochabambaOruroLa PazSanta CruzSucre |
| Capacitat: 28.000     | CochabambaOruroLa PazSanta CruzSucre | CochabambaOruroLa PazSanta CruzSucre |
|                       | CochabambaOruroLa PazSanta CruzSucre | CochabambaOruroLa PazSanta CruzSucre |

## Àrbitres
- Horacio Elizondo
- René Ortubé
- Juan Carlos Paniagua
- Antônio Pereira
- Rafael Sanabria
- Rodrigo Badilla
- Byron Moreno
- Esfandiar Baharmast
- Antonio Marrufo
- Epifanio González
- José Arana
- Jorge Nieves
- Paolo Borgosano
- Eduardo Gamboa

## Fase de grups
Font:
| Clau dels colors a les taules de grup | Clau dels colors a les taules de grup                                                                      |
| ------------------------------------- | --- |
|                                       | Els guanyadors del grup, els subcampions i els dos millors tercers classificats passen als quarts de final |

### Grup A
| Pos | Equip     | PJ | PG | PE | PP | GF | GC | DG | Pts |
| --- | --------- | -- | -- | -- | -- | -- | -- | -- | --- |
| 1   | Equador   | 3  | 2  | 1  | 0  | 4  | 1  | +3 | 7   |
| 2   | Argentina | 3  | 1  | 2  | 0  | 3  | 1  | +2 | 5   |
| 3   | Paraguai  | 3  | 1  | 1  | 1  | 2  | 3  | −1 | 4   |
| 4   | Xile      | 3  | 0  | 0  | 3  | 1  | 5  | −4 | 0   |

| Paraguai  | 1–0     | Xile |
| --------- | ------- | ---- |
| Acuña 28' | Informe |      |

| Equador | 0–0     | Argentina |
| ------- | ------- | --------- |
|         | Informe |           |

| Paraguai | 0–2     | Equador                    |
| -------- | ------- | -------------------------- |
|          | Informe | Sánchez 71' · Graziani 86' |

| Argentina                | 2–0     | Xile |
| ------------------------ | ------- | ---- |
| Berti 83' · Gallardo 86' | Informe |      |

| Xile        | 1–2     | Equador                   |
| ----------- | ------- | ------------------------- |
| Vergara 52' | Informe | Graziani 32' · Gavica 55' |

| Paraguai             | 1–1     | Argentina           |
| -------------------- | ------- | ------------------- |
| Chilavert 73' (pen.) | Informe | Gallardo 90' (pen.) |

### Grup B
| Pos | Equip       | PJ | PG | PE | PP | GF | GC | DG | Pts |
| --- | ----------- | -- | -- | -- | -- | -- | -- | -- | --- |
| 1   | Bolívia (H) | 3  | 3  | 0  | 0  | 4  | 0  | +4 | 9   |
| 2   | Perú        | 3  | 2  | 0  | 1  | 3  | 2  | +1 | 6   |
| 3   | Uruguai     | 3  | 1  | 0  | 2  | 2  | 2  | 0  | 3   |
| 4   | Veneçuela   | 3  | 0  | 0  | 3  | 0  | 5  | −5 | 0   |

| Perú        | 1–0     | Uruguai |
| ----------- | ------- | ------- |
| Hidalgo 75' | Informe |         |

| Bolívia     | 1–0     | Veneçuela |
| ----------- | ------- | --------- |
| Coimbra 60' | Informe |           |

| Uruguai                    | 2–0     | Veneçuela |
| -------------------------- | ------- | --------- |
| Recoba 19' · Saralegui 47' | Informe |           |

| Bolívia                         | 2–0     | Perú |
| ------------------------------- | ------- | ---- |
| Etcheverry 45' · Baldivieso 50' | Informe |      |

| Perú              | 2–0     | Veneçuela |
| ----------------- | ------- | --------- |
| Cominges 13', 59' | Informe |           |

| Bolívia        | 1–0     | Uruguai |
| -------------- | ------- | ------- |
| Baldivieso 29' | Informe |         |

### Grup C
| Pos | Equip      | PJ | PG | PE | PP | GF | GC | DG | Pts |
| --- | ---------- | -- | -- | -- | -- | -- | -- | -- | --- |
| 1   | Brasil     | 3  | 3  | 0  | 0  | 10 | 2  | +8 | 9   |
| 2   | Mèxic      | 3  | 1  | 1  | 1  | 5  | 5  | 0  | 4   |
| 3   | Colòmbia   | 3  | 1  | 0  | 2  | 5  | 5  | 0  | 3   |
| 4   | Costa Rica | 3  | 0  | 1  | 2  | 2  | 10 | −8 | 1   |

| Mèxic             | 2–1 | Colòmbia   |
| ----------------- | --- | ---------- |
| Hernández 7', 11' |     | Ricard 58' |

| Brasil                                                               | 5–0 | Costa Rica |
| -------------------------------------------------------------------- | --- | ---------- |
| Djalminha 20' · González 34' (p.p.) · Ronaldo 47', 54' · Romário 60' |     |            |

| Colòmbia                                                 | 4–1 | Costa Rica |
| -------------------------------------------------------- | --- | ---------- |
| Morantes 13', 23' · Cabrera 62' (pen.) · Aristizábal 78' |     | Wright 66' |

| Brasil                                        | 3–2 | Mèxic              |
| --------------------------------------------- | --- | ------------------ |
| Aldair 47' · Romero 59' (p.p.) · Leonardo 77' |     | Hernández 13', 31' |

| Mèxic                | 1–1 | Costa Rica  |
| -------------------- | --- | ----------- |
| Hernández 14' (pen.) |     | Medford 60' |

| Brasil                  | 2–0 | Colòmbia |
| ----------------------- | --- | -------- |
| Dunga 11' · Edmundo 67' |     |          |

#### Millors tercers
Els dos millors tercers passen a la segona ronda.

| Pos | Equip    | PJ | PG | PE | PP | GF | GC | DG | Pts |
| --- | -------- | -- | -- | -- | -- | -- | -- | -- | --- |
| 1   | Paraguai | 3  | 1  | 1  | 1  | 2  | 3  | −1 | 4   |
| 2   | Colòmbia | 3  | 1  | 0  | 2  | 5  | 5  | 0  | 3   |
| 3   | Uruguai  | 3  | 1  | 0  | 2  | 2  | 2  | 0  | 3   |

## Fase final
Font:
|  | Quarts de final      | Quarts de final  |                      |       | Semifinals  | Semifinals  |  |  | Final           | Final |
|  |                      |                  |                      |       |             |             |  |  |                 |       |
|  | 22 Juny – Santa Cruz |                  |                      |       |             |             |  |  |                 |       |
|  |                      |                  |                      |       |             |             |  |  |                 |       |
|  | Brasil               | 2                |                      |       |             |             |  |  |                 |       |
|  | Brasil               | 2                | 26 Juny – Santa Cruz |       |             |             |  |  |                 |       |
|  | Paraguai             | 0                |                      |       |             |             |  |  |                 |       |
|  | Paraguai             | 0                | Brasil               | 7     |             |             |  |  |                 |       |
|  | 21 Juny – Sucre      |                  | Brasil               | 7     |             |             |  |  |                 |       |
|  |                      | Perú             | 0                    |       |             |             |  |  |                 |       |
|  | Perú                 | Perú             | 0                    | 2     |             |             |  |  |                 |       |
|  | Perú                 |                  | 29 Juny – La Paz     | 2     |             |             |  |  |                 |       |
|  | Argentina            | 1                |                      |       |             |             |  |  |                 |       |
|  | Argentina            | 1                | Brasil               | 3     |             |             |  |  |                 |       |
|  | 21 Juny – La Paz     |                  | Brasil               | 3     |             |             |  |  |                 |       |
|  |                      | Bolívia          | 1                    |       |             |             |  |  |                 |       |
|  | Bolívia              | Bolívia          | 1                    | 2     |             |             |  |  |                 |       |
|  | Bolívia              | 25 Juny – La Paz |                      | 2     |             |             |  |  |                 |       |
|  | Colòmbia             | 1                |                      |       |             |             |  |  |                 |       |
|  | Colòmbia             | 1                | Bolívia              | 3     | Tercer lloc | Tercer lloc |  |  |                 |       |
|  | 22 Juny – Cochabamba |                  | Bolívia              | 3     | Tercer lloc | Tercer lloc |  |  |                 |       |
|  |                      | Mèxic            | 1                    |       |             |             |  |  |                 |       |
|  | Mèxic                | Mèxic            | 1                    | 1 (4) | Perú        | 0           |  |  |                 |       |
|  | Mèxic                |                  |                      | 1 (4) | Perú        | 0           |  |  |                 |       |
|  | Equador              | 1 (3)            |                      | Mèxic | 1           |             |  |  |                 |       |
|  | Equador              | 1 (3)            |                      |       | 1           |             |  |  |                 |       |
|  |                      |                  |                      |       |             |             |  |  | 28 Juny – Oruro |       |
|  |                      |                  |                      |       |             |             |  |  |                 |       |

### Quarts de final
| Perú                      | 2–1     | Argentina           |
| ------------------------- | ------- | ------------------- |
| Carazas 30' · Hidalgo 61' | Informe | Gallardo 66' (pen.) |

| Bolívia                     | 2–1     | Colòmbia    |
| --------------------------- | ------- | ----------- |
| Etcheverry 3' · Sánchez 24' | Informe | Gaviria 57' |

| Mèxic                                                  | 1–1     | Equador                                                        |
| ------------------------------------------------------ | ------- | -------------------------------------------------------------- |
| Blanco 17'                                             | Informe | Capurro 6' (pen.)                                              |
| Tanda de penals                                        |         |                                                                |
| Hernández · Suárez · Blanco · Chávez · Villa · Sánchez | 4–3     | Montaño · Capurro · De la Cruz · Graziani · Fernández · Rosero |

| Brasil          | 2–0     | Paraguai |
| --------------- | ------- | -------- |
| Ronaldo 9', 34' | Informe |          |

### Semifinals
| Bolívia                                       | 3–1     | Mèxic      |
| --------------------------------------------- | ------- | ---------- |
| E. Sánchez 27' · R. Castillo 39' · Moreno 79' | Informe | Ramírez 8' |

| Brasil                                                                             | 7–0     | Perú |
| ---------------------------------------------------------------------------------- | ------- | ---- |
| Denílson 1' · Conceição 20' · Romário 36', 49' · Leonardo 45', 55' · Djalminha 77' | Informe |      |

### Tercer lloc
| Mèxic         | 1–0     | Perú |
| ------------- | ------- | ---- |
| Hernández 82' | Informe |      |

### Final
| Brasil                                      | 3–1     | Bolívia        |
| ------------------------------------------- | ------- | -------------- |
| Denilson 40' · Ronaldo 79' · Zé Roberto 90' | Informe | E. Sánchez 45' |

## Resultat
| Copa Amèrica 1997   |
| ------------------- |
| Brasil              |
| Brasil Cinquè títol |

## Golejadors
6 gols
- [[Fitxer:Flag of Mexico.svg|23x15px|border |alt=Mèxic|link=Selecció de futbol de Mèxic|{{#if:|]] Luis Hernández

5 gols
- [[Fitxer:Flag of Brazil.svg|23x15px|border |alt=Brasil|link=Selecció de futbol del Brasil|{{#if:|]] Ronaldo

3 gols
- [[Fitxer:Flag of Argentina.svg|23x15px|border |alt=Argentina|link=Selecció de futbol de l'Argentina|{{#if:|]] Marcelo Gallardo
- [[Fitxer:Flag of Bolivia.svg|23x15px|border |alt=Bolívia|link=Selecció de futbol de Bolívia|{{#if:|]] Erwin Sánchez
- [[Fitxer:Flag of Brazil.svg|23x15px|border |alt=Brasil|link=Selecció de futbol del Brasil|{{#if:|]] Leonardo
- [[Fitxer:Flag of Brazil.svg|23x15px|border |alt=Brasil|link=Selecció de futbol del Brasil|{{#if:|]] Romário

2 gols
- [[Fitxer:Flag of Bolivia.svg|23x15px|border |alt=Bolívia|link=Selecció de futbol de Bolívia|{{#if:|]] Julio César Baldivieso
- [[Fitxer:Flag of Bolivia.svg|23x15px|border |alt=Bolívia|link=Selecció de futbol de Bolívia|{{#if:|]] Marco Etcheverry
- [[Fitxer:Flag of Brazil.svg|23x15px|border |alt=Brasil|link=Selecció de futbol del Brasil|{{#if:|]] Djalminha
- [[Fitxer:Flag of Brazil.svg|23x15px|border |alt=Brasil|link=Selecció de futbol del Brasil|{{#if:|]] Edmundo
- [[Fitxer:Flag of Colombia.svg|23x15px|border |alt=Colòmbia|link=Selecció de futbol de Colòmbia|{{#if:|]] Neider Morantes
- [[Fitxer:Flag of Ecuador.svg|23x15px|border |alt=Equador|link=Selecció de futbol de l'Equador|{{#if:|]] Ariel Graziani
- [[Fitxer:Flag of Peru.svg|23x15px|border |alt=Perú|link=Selecció de futbol del Perú|{{#if:|]] Paul Cominges
- [[Fitxer:Flag of Peru.svg|23x15px|border |alt=Perú|link=Selecció de futbol del Perú|{{#if:|]] Martín Hidalgo

1 gol
- [[Fitxer:Flag of Argentina.svg|23x15px|border |alt=Argentina|link=Selecció de futbol de l'Argentina|{{#if:|]] Sergio Berti
- [[Fitxer:Flag of Bolivia.svg|23x15px|border |alt=Bolívia|link=Selecció de futbol de Bolívia|{{#if:|]] Ramiro Castillo
- [[Fitxer:Flag of Bolivia.svg|23x15px|border |alt=Bolívia|link=Selecció de futbol de Bolívia|{{#if:|]] Milton Coimbra
- [[Fitxer:Flag of Bolivia.svg|23x15px|border |alt=Bolívia|link=Selecció de futbol de Bolívia|{{#if:|]] Jaime Moreno
- [[Fitxer:Flag of Brazil.svg|23x15px|border |alt=Brasil|link=Selecció de futbol del Brasil|{{#if:|]] Aldair
- [[Fitxer:Flag of Brazil.svg|23x15px|border |alt=Brasil|link=Selecció de futbol del Brasil|{{#if:|]] Flávio Conceição
- [[Fitxer:Flag of Brazil.svg|23x15px|border |alt=Brasil|link=Selecció de futbol del Brasil|{{#if:|]] Denílson
- [[Fitxer:Flag of Brazil.svg|23x15px|border |alt=Brasil|link=Selecció de futbol del Brasil|{{#if:|]] Dunga
- [[Fitxer:Flag of Brazil.svg|23x15px|border |alt=Brasil|link=Selecció de futbol del Brasil|{{#if:|]] Zé Roberto
- [[Fitxer:Flag of Chile.svg|23x15px|border |alt=Xile|link=Selecció de futbol de Xile|{{#if:|]] Fernando Vergara
- [[Fitxer:Flag of Colombia.svg|23x15px|border |alt=Colòmbia|link=Selecció de futbol de Colòmbia|{{#if:|]] Víctor Aristizábal
- [[Fitxer:Flag of Colombia.svg|23x15px|border |alt=Colòmbia|link=Selecció de futbol de Colòmbia|{{#if:|]] Wilmer Cabrera
- [[Fitxer:Flag of Colombia.svg|23x15px|border |alt=Colòmbia|link=Selecció de futbol de Colòmbia|{{#if:|]] Hernán Gaviria
- [[Fitxer:Flag of Colombia.svg|23x15px|border |alt=Colòmbia|link=Selecció de futbol de Colòmbia|{{#if:|]] Hámilton Ricard
- [[Fitxer:Flag of Costa Rica.svg|23x15px|border |alt=Costa Rica|link=Selecció de futbol de Costa Rica|{{#if:|]] Hernán Medford
- [[Fitxer:Flag of Costa Rica.svg|23x15px|border |alt=Costa Rica|link=Selecció de futbol de Costa Rica|{{#if:|]] Mauricio Wright
- [[Fitxer:Flag of Ecuador.svg|23x15px|border |alt=Equador|link=Selecció de futbol de l'Equador|{{#if:|]] Luis Capurro
- [[Fitxer:Flag of Ecuador.svg|23x15px|border |alt=Equador|link=Selecció de futbol de l'Equador|{{#if:|]] José Gavica
- [[Fitxer:Flag of Ecuador.svg|23x15px|border |alt=Equador|link=Selecció de futbol de l'Equador|{{#if:|]] Wellington Sánchez
- [[Fitxer:Flag of Mexico.svg|23x15px|border |alt=Mèxic|link=Selecció de futbol de Mèxic|{{#if:|]] Cuauhtémoc Blanco
- [[Fitxer:Flag of Mexico.svg|23x15px|border |alt=Mèxic|link=Selecció de futbol de Mèxic|{{#if:|]] Nicolás Ramírez
- [[Fitxer:Flag of Paraguay.svg|23x15px|border |alt=Paraguai|link=Selecció de futbol del Paraguai|{{#if:|]] Roberto Acuña
- [[Fitxer:Flag of Paraguay.svg|23x15px|border |alt=Paraguai|link=Selecció de futbol del Paraguai|{{#if:|]] José Luis Chilavert
- [[Fitxer:Flag of Peru.svg|23x15px|border |alt=Perú|link=Selecció de futbol del Perú|{{#if:|]] Eddy Carazas
- [[Fitxer:Flag of Uruguay.svg|23x15px|border |alt=Uruguai|link=Selecció de futbol de l'Uruguai|{{#if:|]] Álvaro Recoba
- [[Fitxer:Flag of Uruguay.svg|23x15px|border |alt=Uruguai|link=Selecció de futbol de l'Uruguai|{{#if:|]] Marcelo Saralegui

En pròpia porta

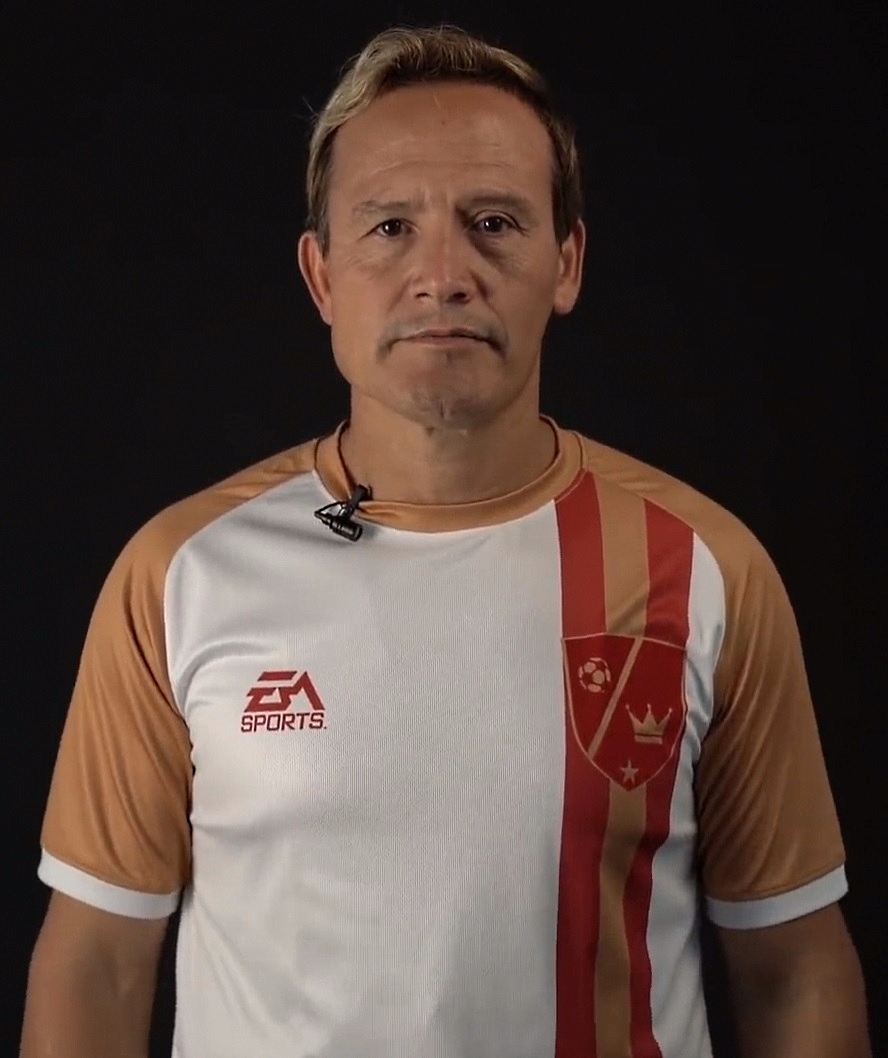
Luis Hernández, màxim golejador.

- [[Fitxer:Flag of Costa Rica.svg|23x15px|border |alt=Costa Rica|link=Selecció de futbol de Costa Rica|{{#if:|]] Rónald González (contra Brasil)
- [[Fitxer:Flag of Mexico.svg|23x15px|border |alt=Mèxic|link=Selecció de futbol de Mèxic|{{#if:|]] Camilo Romero (contra Brasil)